# Satrapia d'Armènia
La Satrapia d'Armènia fou una zona controlada per la dinastia oròntida (570 abans de la nostra era - 321 ae) després de la caiguda d'Urartu. Una de les satrapies de l'Imperi aquemènida en el segle vi ae que després es va convertir en un regne independent. Les capitals n'eren Tuixpa i posteriorment Erevan.

## Toponímia
- antic persa 𐎠𐎼𐎷𐎡𐎴, Armina; o 𐎠𐎼𐎷𐎡𐎴𐎹,[1]
- en elamita: 𐎹𐎠𐎼𐎺𐎴𐎯𐎴𐎡,[2]
- en accadi, akk, Urashtu[cal citació]
- armeni: Հայաստանի սատրապություն[cal citació]

## Història

### Orígens
Després de la caiguda d'Urartu, la zona va quedar sota l'administració de l'Imperi mede i els escites. Més tard el territori fou conquistat per l'Imperi aquemènida, que el va incorporar com una satrapia.

### Dinastia oròntida
La dinastia oròntida, o pel seu nom nadiu, Eruandid o Yervanduni, fou una dinastia hereditària iraniana que governà la Satrapia d'Armènia, l'estat successor del regne de l'edat del ferro d'Urartu. Sembla que tenia vincles familiars dinàstics amb la dinastia governant aquemènida. Al llarg de la seua existència, els oròntides emfasitzaren el seu llinatge aquemènida per a enfortir la legitimitat política.
Els membres de la dinastia van governar Armènia de manera intermitent durant el període que va des del segle VI abans de la nostra era fins almenys el segle II ae. Primer ho van fer com a sàtrapes dels imperis mede i aquemènida, després com a governants d'un regne independent, i finalment com a reis de Sofene i Commagena, estats que finalment van sucumbir a l'Imperi romà.
Els oròntides establiren la seua supremacia sobre Armènia en l'època de la invasió escita i meda en el segle VI abans de la nostra era. El fundador en fou Orontes I Sakavakyats (en armeni: Օրոնտես Ա Սակավակյաց, Yervand I Sakavakyats). El seu fill, Tigranes Oròntida, va ajuntar-se a Cir II el Gran i va matar el rei de Mèdia. Moisés de Khoren el va descriure com "el més savi, poderós i valent dels reis armenis".
Des del 553 ae fins al 521 ae, Armènia va ser un regne vassall de l'Imperi aquemènida, però quan Darios el Gran era rei, va decidir conquistar la regió. Va enviar a un armeni anomenat Dâdarši per a detenir una revolta contra el domini persa, i després el va reemplaçar pel general persa Vaumisa, que derrotà els armenis el 521 ae. Quasi al mateix temps, un altre armeni de nom Araxa, fill d'Haldita, va afirmar ser el fill de Nabònides (darrer rei de Babilònia) i es va rebatejar a si mateix com a Nabucodonosor IV. La seva rebel·lió va durar poc i fou reprimida per Intafernes, mà dreta de Darios.
Després de la desaparició de l'Imperi aquemènida, la satrapia d'Armènia s'incorporà a l'imperi d'Alexandre el Gran. Després de la seua mort, els oròntides van obtenir la independència des del 321 ae fins al 301 ae, quan el Regne d'Armènia va caure davant l'Imperi selèucida. El 212 ae, Xerxes d'Armènia es va rebel·lar contra els selèucides, però capitulà quan Antíoc III l'assetjà en la seua capital, Arsamanota. El 201 ae, Armènia va ser conquistada per Artaxes I, un general de l'Imperi selèucida de qui es diu que era membre de la dinastia oròntida. Orontes IV, el darrer rei oròntid, va ser assassinat; però els oròntides continuaren governant en Sofene i Commagena fins al segle i ae.
En dues inscripcions del monument de la Muntanya Nemrut al rei Antíoc I de Commagena, Orontes I (fill o més probablement gendre d'Artaxerxes I de Pèrsia) és considerat com un avantpassat dels oròntides que governaven sobre Commagena, que rastrejaren la seua família fins a Darios el Gran.

## Idioma
Malgrat la conquesta hel·lenística de Pèrsia, les cultures armènia i persa continuaren sent-hi l'element més fort dins la societat i les elits.
L'administració oròntida emprava l'arameu en els documents oficials durant segles, mentre que la majoria d'inscripcions usaven l'escriptura cuneïforme persa antiga. Xenofont necessitava un intèrpret per a parlar amb els armenis, mentre que alguns pobles armenis parlaven persa.
Les inscripcions gregues d'Armavir indiquen que les classes altes usaven el grec com un dels seus idiomes. Amb Orontes IV (r. c. 210 ae - 200 ae), l'estructura de govern començava a assemblar-se a les institucions gregues, i el grec s'usava com a idioma de la cort reial. Orontes IV s'havia envoltat de noblesa hel·lenitzada i patrocinà una escola grega a Armavir, la capital del Regne armeni.